# Бременските градски музиканти
Бременските градски музиканти на немски: Die Bremer Stadtmusikanten) е приказка на Братя Грим.
Приказката разказва историята на магаре, куче, котка и петел, които са остарели, станали са безполезни за техните стопани и избягали. Животните се събират случайно и решават да отидат в Бремен, където да станат градски музиканти.
По пътя обаче те се натъкват на една къща, в която са се настанили разбойници. Нашите герои ги изплашват и изгонват благодарение на хитър план и щастливо заживяват в новата си къща 